# Linford Christie Stadium

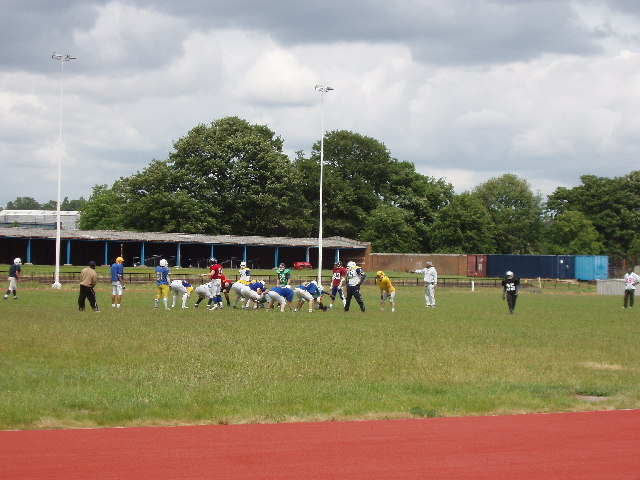
Linford Christie stadium

 Linford Christie Stadium is aan atletiekstadion in West-Londen. Het wordt gebruikt door een van de befaamdste Britse atletiekverenigingen, de Thames Valley Harriers.
De atletiekbaan werd voor het eerst geopend in 1967. Aanvankelijk was het circuit een sintelbaan. In 1973 werd het opgewaardeerd tot een baan met de synthetische bodem. Sinds 1993 heet het circuit Linford Christie, vernoemd naar de beroemde atleet van Thames Valley Harriers, die goud won op de 100 meter sprinten tijdens de Olympische Spelen van 1992.
Tussen 2004 en 2006 werd het stadion gerenoveerd. Inmiddels heeft het een overdekte indoor-atletiekbaan. Er werden ook faciliteiten voor sporten als football, rugby en hockey aangelegd. Na de grondige renovatie werd het stadion geopend door twee spelers van Chelsea: John Terry en Shaun Wright-Philips.